# Roodkopspecht
De roodkopspecht (Melanerpes erythrocephalus) is een vogel uit de familie van de spechten (Picidae). De wetenschappelijke naam van de soort werd in 1758 als Picus erythrocephalus gepubliceerd door Carl Linnaeus. Hij baseerde de soort op een beschrijving die Mark Catesby ervan gaf. De soort werd door William Swainson in 1832 als typesoort in het geslacht Melanerpes geplaatst.

## Kenmerken
De vogel heeft een lengte van 23 cm, en een roestbruine kop en hals. Het verenkleed is aan de onderzijde wit.

## Leefwijze
Het voedsel bestaat uit insecten en voor een groot deel uit boomzaden, waaronder die van esdoorns en eiken.

## Voortplanting
Het nest is vrij eenvoudig en wordt gebouwd in een boomholte.

## Verspreiding en leefgebied
Deze soort komt voor in de gehele VS ten oosten van de Rocky Mountains en in het aangrenzende zuiden van Canada. Uit het noordelijk deel van dit verspreidingsgebied trekt hij weg, anderszins is hij een standvogel. Het is een vogel van open bosland of boomgaarden en 's winters verblijft hij graag in gebieden waar veel boomzaden te vinden zijn.